# Wyeville (Wisconsin)
Wyeville es una villa ubicada en el condado de Monroe en el estado estadounidense de Wisconsin. En el Censo de 2010 tenía una población de 147 habitantes y una densidad poblacional de 96,53 personas por km².

## Geografía
Wyeville se encuentra ubicada en las coordenadas 44°1′41″N 90°23′10″O / 44.02806, -90.38611. Según la Oficina del Censo de los Estados Unidos, Wyeville tiene una superficie total de 1.52 km², de la cual 1.52 km² corresponden a tierra firme y (0%) 0 km² es agua.

## Demografía
Según el censo de 2010, había 147 personas residiendo en Wyeville. La densidad de población era de 96,53 hab./km². De los 147 habitantes, Wyeville estaba compuesto por el 95.92% blancos, el 0% eran afroamericanos, el 1.36% eran amerindios, el 0% eran asiáticos, el 0% eran isleños del Pacífico, el 0.68% eran de otras razas y el 2.04% pertenecían a dos o más razas. Del total de la población el 1.36% eran hispanos o latinos de cualquier raza.